# Adultère, mode d'emploi
Pour plus de détails, voir Fiche technique et Distribution.
Adultère, mode d'emploi est un film franco-suisse réalisé par Christine Pascal, sorti en 1995.

## Synopsis
Vingt-quatre heures de la vie d'un couple d'architectes, en attente d'un important marché, au cours desquelles chacun des deux va déraper.

## Fiche technique
Sauf indication contraire, les informations mentionnées dans cette section peuvent être confirmées par la base de données cinématographiques IMDb,  présente dans la section « Liens externes ».
- Titre original : Adultère, mode d'emploi
- Réalisation : Christine Pascal
- Scénario : Christine Pascal, Robert Boner
- Décors : Sylvie Olivé
- Costumes : Anne Schotte
- Photographie : Renato Berta
- Montage : Jacques Comets
- 1er assistant-réalisateur : Laurent Herbiet
- Musique : Bruno Coulais
- Production : 
  - Production déléguée : Robert Boner
  - En France : Ciné Manufacture, France 2 Cinéma, PXP Productions, Téléclub
  - En Suisse : Télévision Suisse-Romande (T.S.R.)
- Société(s) de distribution : Pan Européenne distribution France, Filmcooperative Suisse
- Pays d'origine :  Suisse,  France
- Langue originale : français
- Format :  color - 1,85:1 - 35 mm
- Genre : comédie dramatique
- Durée : 91 minutes
- Dates de sortie :
- France : 5 juillet 1995
- Suisse : 7 juillet 1995
- Canada : 12 septembre 1995
- Interdit aux moins de 12 ans

## Distribution
- Richard Berry : Simon
- Karin Viard : Fabienne
- Vincent Cassel : Bruno
- Emmanuelle Halimi : Sarah
- Liliane Rovère : la tenancière de la maison de passe (maîtresse brune)
- Anny Romand : la cliente de la maison de passe
- Hélène Fillières : Joséphine
- Marina Tomé : Maria-Jésus
- Patrice-Flora Praxo : Véronique
- Jean-Louis Tribes : Ralph
- Marie Mergey : la servante de la maîtresse brune
- Julien Courbey : le jeune banlieusard
- Nicolas Abraham : un policier